# Erzsébet magyar királyi hercegnő (?–1154)
Árpád-házi Erzsébet vagy Magyarországi Erzsébet (lengyelül: Elżbieta węgierska; 1128 körül – 1154. július 21.), az Árpád-házból származó magyar királyi hercegnő, II. Béla magyar király és Szerbiai Ilona királyné gyermeke, aki III. Mieszko lengyel nagyherceggel kötött 1136 körüli házassága révén Nagy-Lengyelország hercegnéje 1138-tól 1154-es haláláig.

## Származása
Erzsébet hercegnő 1128 körül született az Árpád-ház tagjaként. Apja II. Béla magyar király, aki Álmos herceg és Kijevi Predszláva hercegnő egyetlen fiúgyermeke volt. Erzsébet apai nagyapai dédszülei I. Géza magyar király és Loozi Zsófia királyé (feltehetően Arnulf belga–limburgi herceg leánya) voltak, míg apai nagyanyai dédszülője II. Szvjatopolk kijevi nagyfejedelem volt. Erzsébet édesanyja a Vukanović-házból származó Szerbiai Ilona királyné, I. Uroš szerb nagyzsupán és Diogenész Anna (IV. Rómanosz bizánci császár unokájának) gyermeke volt.
A hercegnő feltehetőleg szülei legidősebb gyermeke volt. Testvérei között van többek között a későbbi II. Géza magyar király, valamint II. László és IV. István ellenkirályok, továbbá Zsófia hercegnő, aki apáca lett.
A hercegnő származását illetően más elképzelések is vannak. Egyes feltételezések szerint lehetett Álmos herceg vagy II. István magyar király leánya is.

## Házassága és gyermekei
Magyarországi Erzsébet férje a Piast-házból származó III. Mieszko lengyel nagyherceg lett. Mieszko III. Boleszláv lengyel fejedelem és Salome von Berg (Henrik bergi gróf leányának) hatodik fia volt. Mieszko Árpád-házi felmenőkkel is bírt, apai nagyanyai dédanyja Magyarországi Adelhaid hercegnő, I. András magyar király leánya volt. Házasságukra 1136 körül került sor, Erzsébet nyolc éves kora körül. Ezen adat alapján feltételezik, amely szerint még a középkor szokásai szerint is fiatalnak számított, hogy esetlegesen Álmos vagy II. István leánya lehetett. Erzsébet és Mieszko kapcsolatából összesen öt gyermek született. Gyermekeik:
- Odon herceg (1149 körül – 1194. április 20.), Nagy-Lengyelország és Poznań hercege.
- István herceg (1150 körül – 1166/77. október 18.).
- Erzsébet hercegnő (1152 körül – 1209. április 2.), II. Szobeszláv feleségeként cseh fejedelemné.
- Wierzchosława Ludmilla hercegnő (1153 körül – 1223 körül), I. Frigyes lotaringiai herceg hitvese.
- Judit hercegnő (1154 körül – 1201. december 12. után), III. Bernát szász herceg felesége lett.